# Schizoprymnus cavernus
Schizoprymnus cavernus är en stekelart som beskrevs av Papp 1989. Schizoprymnus cavernus ingår i släktet Schizoprymnus och familjen bracksteklar. Inga underarter finns listade i Catalogue of Life.